# Kudoa permulticapsula
Kudoa permulticapsula is een microscopische parasiet uit de familie Kudoidae. Kudoa permulticapsula werd in 2003 beschreven door Whipps, Adlard, Bryant & Kent. 